# Dasyprocta guamara
Dasyprocta guamara é uma espécie de roedor da família Dasyproctidae.
É endêmica da Venezuela, onde é encontrada somente no estado de Delta Amacuro.